# Jan Kułakowski
Jan Jerzy Kułakowski (sinh ngày 25 tháng 8 năm 1930 tại Myszków, mất ngày 25 tháng 6 năm 2011 tại Warsaw) - chính trị gia, luật sư và là nhà ngoại giao người Ba Lan. Ông là Đại sứ đặc mệnh toàn quyền của Ba Lan tại các cuộc đàm phán của Ba Lan với Liên minh Châu Âu trong những năm 2004-2009, ngoài ra ông còn là thành viên của Nghị viện Châu Âu nhiệm kỳ thứ 6.

## Cuộc đời và sự nghiệp
Ông là con trai của Konrad. Ông tham gia Cuộc nổi dậy Warsaw, là sĩ quan liên lạc và nhân viên cứu thương trong trung đoàn Baszta AK. Năm 1946, ông di cư đến Bỉ. Năm 1948-1953, ông học luật tại Đại học Công giáo Louvain, nơi đây ông đã lấy bằng Tiến sĩ luật.
Từ năm 1954, với tư cách là thành viên của Tổng thư ký Liên đoàn Quốc tế các Công đoàn Cơ đốc giáo, ông đã thương lượng với các chính phủ độc tài để trả tự do cho những người bị đàn áp vì các hoạt động công đoàn khỏi nhà tù. Từ năm 1958, ông là thư ký và từ năm 1962 là tổng thư ký của tổ chức Châu Âu thuộc Liên đoàn Quốc tế các Công đoàn Cơ đốc giáo, và sau đó là tổ chức Châu Âu của Liên đoàn Lao động Thế giới. Ông là tổng thư ký của Liên đoàn Lao động Thế giới giai đoạn 1974-1988.
Trong những năm 1990–1996, ông là đại sứ đặc mệnh toàn quyền và là người đứng đầu của Cộng hòa Ba Lan tại các Cộng đồng Châu Âu tại Brussels. Trong chính phủ Jerzy Buzek năm 1998, ông đảm nhận vị trí ngoại trưởng mới được thành lập trong Phủ Thủ tướng và đặc mệnh toàn quyền về các cuộc đàm phán của Ba Lan với Liên minh châu Âu, ông tham gia Ủy ban Hội nhập châu Âu và Quốc gia và Hội đồng hội nhập châu Âu. Ông từng là thành viên của Học viện Quan hệ Quốc tế Hoàng gia ở Bỉ.
Vào ngày 13 tháng 6 năm 2004, ông được bầu vào Nghị viện Châu Âu với tư cách là một ứng cử viên không thuộc đảng phái nào trong danh sách của Liên minh Tự do tại khu vực bầu cử bao gồm Cơ quan Kiểm soát Đại Ba Lan. Tại Nghị viện châu Âu nhiệm kỳ thứ 6, ông trong nhóm Liên minh các đảng viên Tự do và Dân chủ cho châu Âu và làm việc trong Ủy ban Việc làm và Các vấn đề xã hội.
Ông là phó chủ tịch của Hiệp hội Pháp-Ba Lan tại Châu Âu, ông còn là thành viên của Hội đồng những người sáng lập của Tổ chức Ba Lan Robert Schuman. Ông là tác giả và đồng tác giả của nhiều báo cáo, tài liệu, bài báo và nghiên cứu về các vấn đề của phong trào công đoàn quốc tế và các vấn đề nảy sinh từ quan hệ giữa Liên minh châu Âu và Ba Lan. 

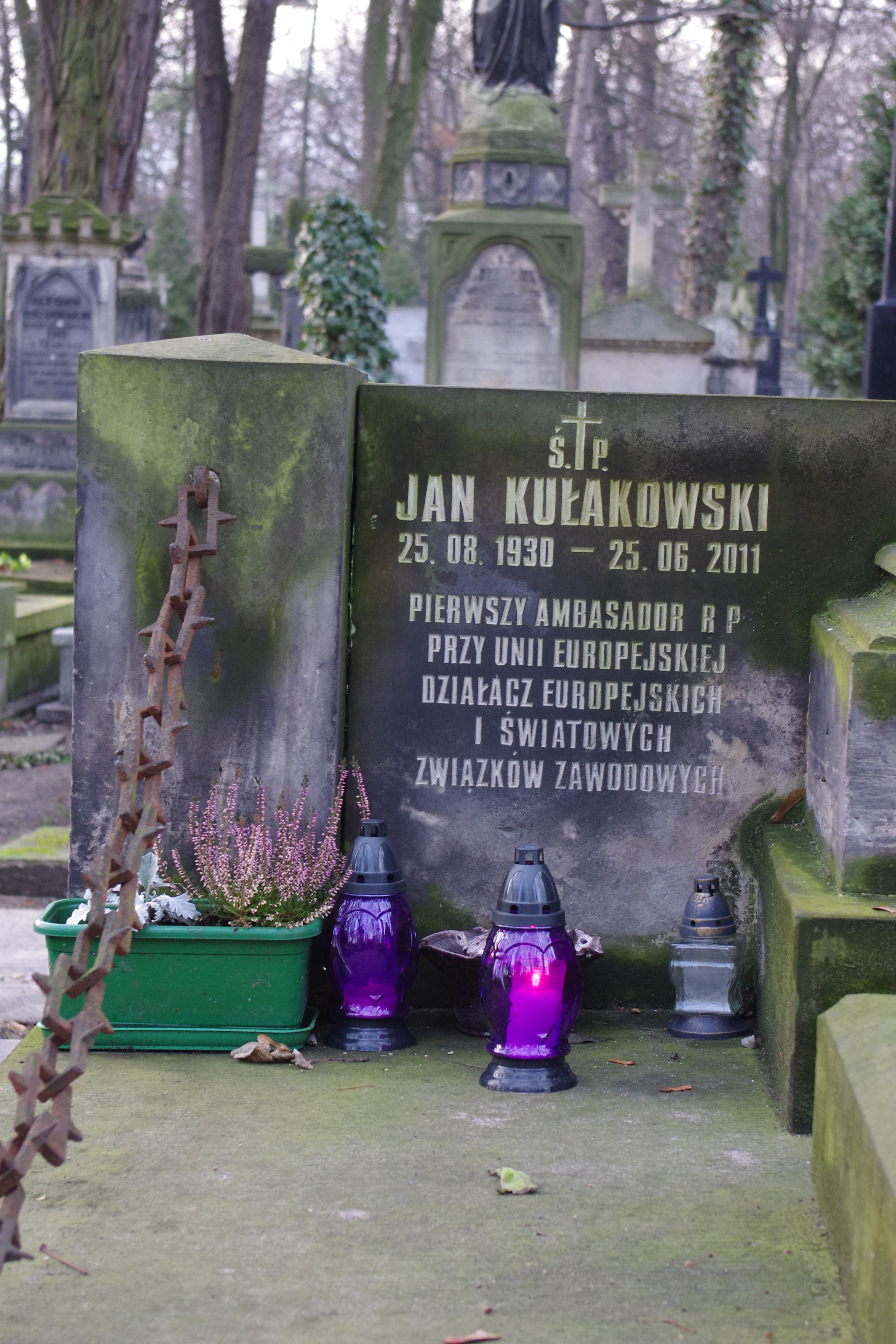
Bia mộ của Jan Kułakowski tại Nghĩa trang Powązki Cũ ở Warsaw

Ông đã kết hôn với bác sĩ phẫu thuật thần kinh Zofia Kułakowska, ông có ba cô con gái: Krystyna, Barbara và Elżbieta.
Ông qua đời tại Bệnh viện Lâm sàng Trung ương của Bộ Nội vụ và Hành chính ở Warsaw. Tang lễ của Jan Kułakowski diễn ra vào ngày 1 tháng 7 năm 2011 tại thánh địa St. Andrzej Bobola ở Warsaw, ông được chôn cất tại Nghĩa trang Powązki ở Warsaw (phần 2-5–9 / 10).

## Tóm tắt sự nghiệp
- 1954–1957: Ủy viên Tổng Thư ký Liên đoàn Công đoàn Cơ đốc giáo Quốc tế
- 1974–1976: Bí thư, Tổng Thư ký Tổ chức Châu Âu thuộc Liên đoàn Quốc tế Công đoàn Cơ đốc giáo
- Thư ký Liên đoàn Công đoàn Châu Âu
- 1976–1989: Tổng thư ký Liên đoàn Lao động Thế giới
- 1990–1996: Đại sứ đặc mệnh toàn quyền Cộng hòa Ba Lan, Trưởng phái đoàn Ba Lan tại Cộng đồng Châu Âu
- 1998–2001: ngoại trưởng trong Phủ Thủ tướng, chính phủ đặc mệnh toàn quyền cho các cuộc đàm phán gia nhập của Ba Lan vào Liên minh Châu Âu
- Phó Chủ tịch Ban Chương trình của Quỹ Robert Schuman Ba Lan (từ 1996)
- Từ năm 2004: Phó Chủ tịch Hội đồng Ba Lan của Phong trào Châu Âu
- Từ 2003: Chủ tịch Hội đồng Ngoại giao Công chúng
- Từ năm 2002: Phó Chủ tịch Hiệp hội Pháp-Ba Lan tại Châu Âu
- Thành viên Hội đồng Quốc gia về Hội nhập Châu Âu, thành viên Nhóm Nghiên cứu của Tổng thống Cộng hòa Ba Lan
- 2004–2009: Thành viên Nghị viện Châu Âu.

## Giải thưởng
- Huân chương Đại bàng trắng (2002) [5]
- Chữ thập Chỉ huy với Ngôi sao của Huân chương Polonia Restituta [6]
- Huân chương Ecce Homo (2004) [7]
- Hiệp sĩ Huân chương Bắc đẩu bội tinh (2007, Pháp) [8]
- Đại  sĩ quan Huân chương Leopold II (Bỉ) [9]
- Thành viên danh dự của NSZZ "Solidarność" - Solidarni z Solidarność (1995) [10]
- Giải thưởng châu Âu của Ba Lan do Quỹ Ba Lan trao tặng Robert Schuman (1996) [11]
- Giải thưởng Kisiel (2001) [12]